# トヨタ・CS&S
トヨタ・CS&Sは、2003年にトヨタ自動車が公開したハイブリッド四輪駆動のミッドエンジンスポーツコンセプトカー。前輪を電気モーターで駆動し、後輪をガソリンエンジンと電気モーターの組み合わせで駆動するハイブリッドシステムを採用。トヨタスペースタッチと呼ばれる車内のシステム (エアコンなど) を制御するために、ドライバーがホログラフィックプロジェクションに "タッチ "するシステムを採用した。